# Kamimuria trapezoidea
Kamimuria trapezoidea är en bäcksländeart som beskrevs av Wu, C.F. 1962. Kamimuria trapezoidea ingår i släktet Kamimuria och familjen jättebäcksländor. Inga underarter finns listade i Catalogue of Life.